# مقاطعة كلايتون (آيوا)

الطريق قم.

مقاطعة كلايتون (بالإنجليزية: Clayton County)‏ هي إحدى مقاطعات ولاية آيوا في الولايات المتحدة الأمريكية.